# Isaksenøya
Isaksenøya est une petite île du Svalbard dans le Détroit d'Hinlopen. Elle fait partie de l'archipel des Rønnbeckøyane. Elle est située à l'est du Cap Weyprecht.
Elle est formée de falaises de basalte ne dépassant pas les 5 m d'altitude.
Les îles les plus proches sont celles de Torkildsenøya et Mackøya au sud.
L'île a été découverte en 1867 par Nils Fredrik Rønnbeck, un explorateur suédo-norvégien.
Elle doit son nom à Isak Nils Isaksen (1842-1920), un Norvégien, capitaine  de brise-glace, qui participa à de nombreuses expéditions scientifiques dans l'arctique.
La faune de l'île se résume principalement aux ours polaires.